# Bakócz-kápolna

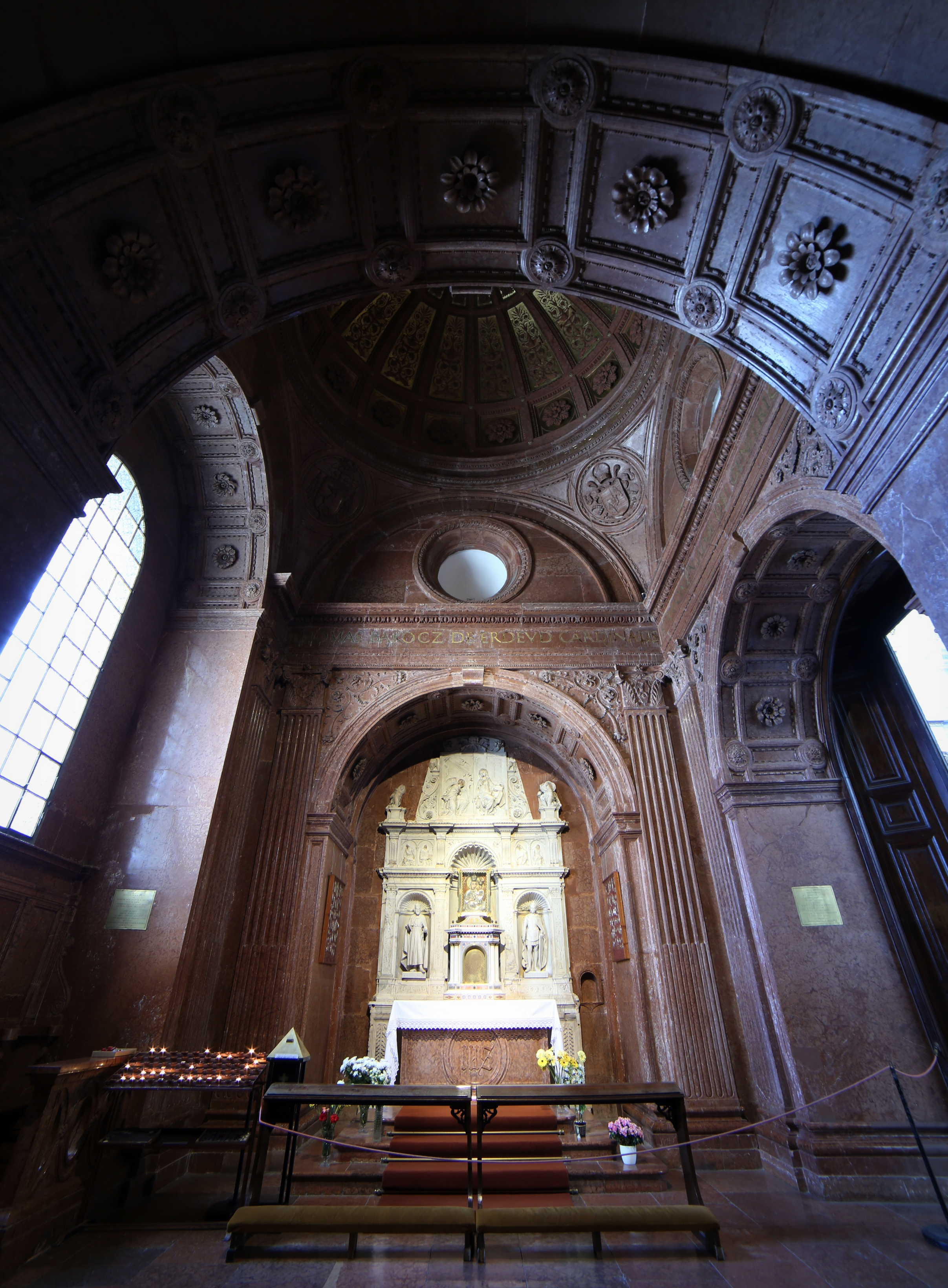
Bakócz-kápolna

A Bakócz-kápolnát Bakócz Tamás érsek a 16. század elején saját sírhelyének építtette az esztergomi Várhegyen álló középkori Szent Adalbert-székesegyház mellékkápolnájaként. Ez volt a Jagelló-kor egyik legjelentősebb reneszánsz alkotása, egyben az egyetlen épségben fennmaradt magyar reneszánsz épület. A Bakócz-kápolnát az újkori műemlékvédelem úttörő vállalkozásának köszönhetően a közel két évszázaddal ezelőtti áthelyezése óta az újonnan felépült főszékesegyház részeként csodálhatjuk meg.

## Leírása

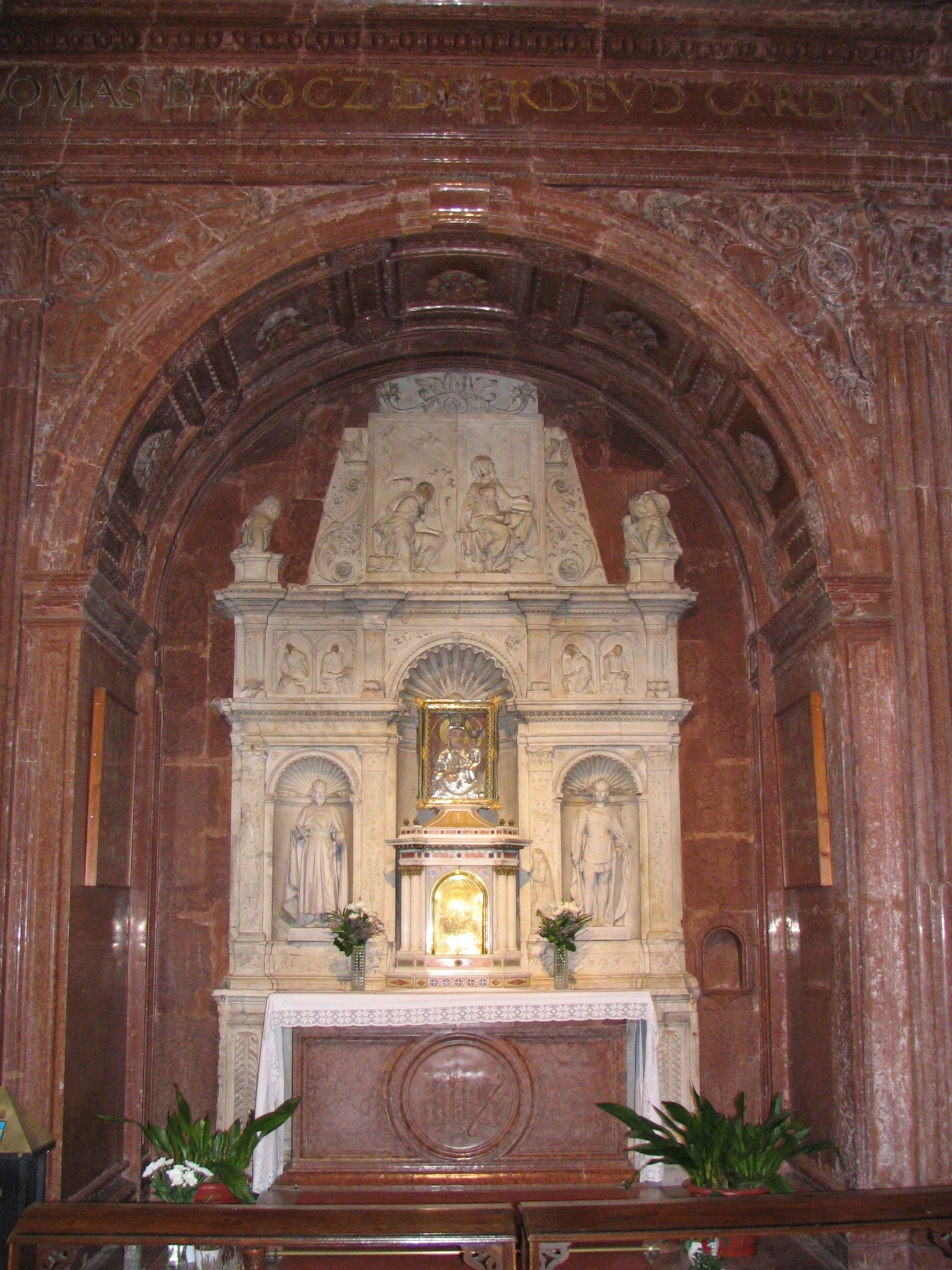
Az oltár

A kápolnabelső anyaga egységesen süttői "vörösmárvány" (tömör mészkő), csak az oltár készült carrarai, vagy luccai fehérmárványból.
A kápolna négyzet alaprajzú, melyet árkádos fülkék bővítenek kereszt alakúvá. Kupolája nyújtott ellipszis alakú. Eredetileg 24 vas borda tartotta és 96 aranyozott, valamint ezüstözött bronzból készült kazetta díszítette. Felülről egy dob alakú építmény (lanterna) 8 darab két méteres ablaka adta a megvilágítást. A négyzetes teret az ellipszis alakú csegelyes kupolával összekötő, gazdagon díszített csegelyeken négy címer látható. A karzat felett az alábbi felirat olvasható: THOMAS BAKOCZ DE ERDEVD CARDINALIS STRIGONIEN(SIS) ALME DEI GENETRICI MARIE VIRGINI EXTRVXIT ANNO MCCCCCVII Magyarul: Erdődi Bakócz Tamás esztergomi bíboros Isten anyjának, Szűz Máriának épített kegyelettel az 1507. évben.
Az oltár felépítése négyszintes. A lábazat az átépítés óta eredeti alakjában nem látszik az elé helyezett oltárasztal (menza) miatt. Felette helyezkedik el a három nyílású főemelet, benne középen egy Madonna-szobor, a két oldalfülkében pedig valószínűleg női szentek alakjai álltak. Ezeket a törökök pusztították el. Csak a középső fülke jobb oldali lizénáján maradt meg egy megcsonkított dombormű: Bakócz Tamás érseknek a Madonnához könyörgő térdeplő alakja. Az oldalsó fülkékbe később Szent István és Szent László szobrait helyezték, melyek Pietro della Vedova munkái.
A harmadik emelet sávjában az evangélisták domborművei láthatók. Az oltár fölé félköríves, domborművekkel díszített oromzat magasodott. Középen az angyali üdvözlet márvány reliefje, két oldalt térdeplő angyalok alakja díszítette. Sajnos a török időkben széttört elemet nem pótolták ki, így egységét vesztve zárja az alkotást. 
Tovább rontja az eredeti hatást, hogy az oltárt lépcsős emelvényre helyezték, így az oltár főpárkánya már nem igazodik a kápolna főpárkányához. A felső íves lezárás is bántón felcsúszott a boltozathoz.

## Története

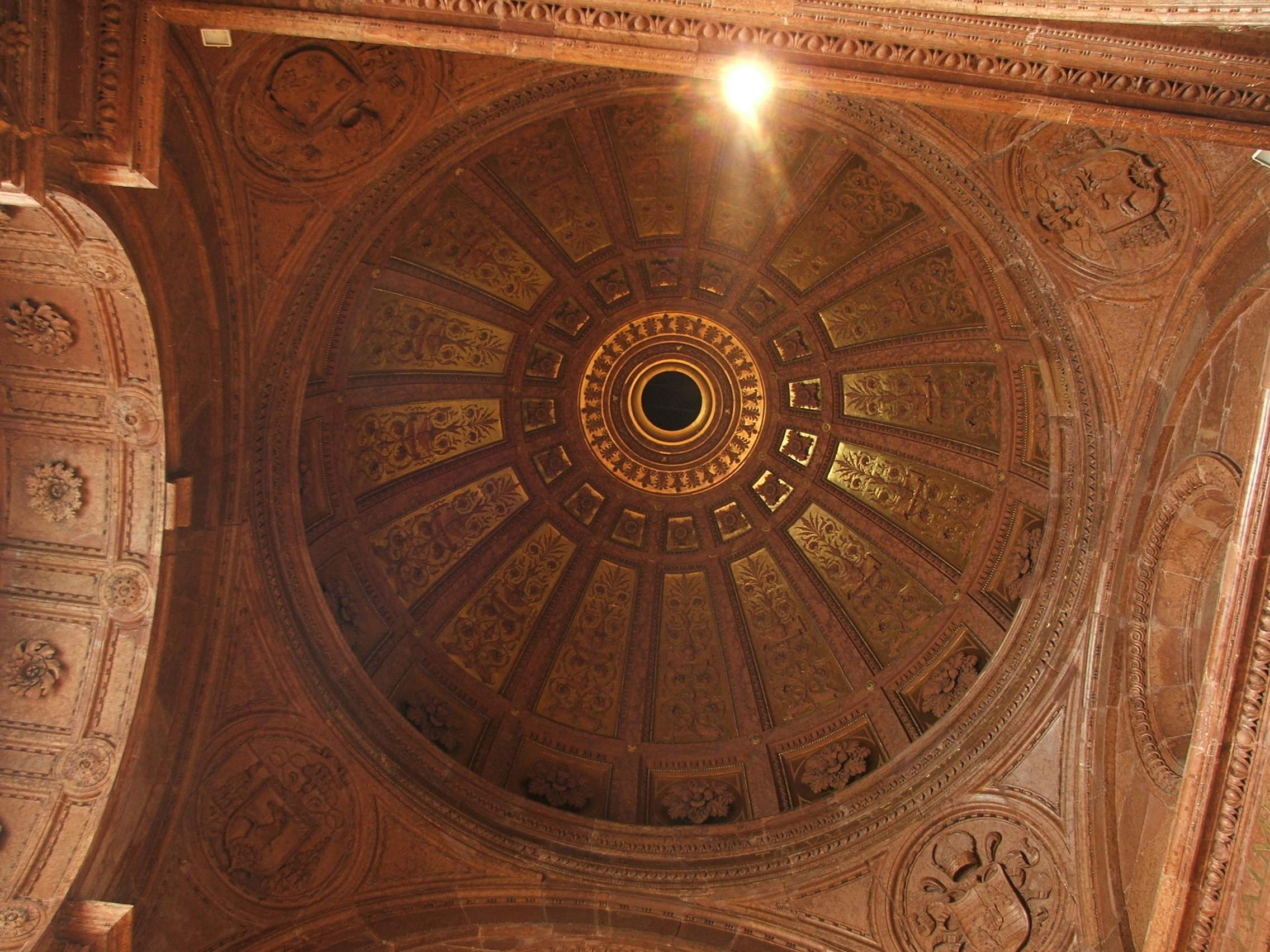
A kupola díszkivilágítása

Bakócz Tamás 1506 és 1511 között emeltette Gyümölcsoltó Boldogasszony tiszteletére a kápolnát. Alapkövét személyesen az érsek tette le. A kor művészetének neves történetírója, Giorgio Vasari leírása szerint az érsek az olasz Andrea Ferruccit kérte fel a tervek elkészítésére (bár egyesek ezt cáfolják). Az oltár 1519-ből való, szintén Andrea Ferrucci alkotása. Bakócz érsek, aki ez idő tájt a pápai tiarára is áhítozott, a kápolna építésekor korának itáliai építőművészetéhez mérhetőt kívánt alkotni. Ferrucci mester ekkor a Firenzei dóm szobrászműhelyében dolgozott, majd  később Michelangelo a Medici-kápolna munkavezetőjéül szerződtette. 
Az Itáliából származó tervek alapján Ioannes Fiorentinus vezetése alatt több kőfaragó műhely mesterei készítették el a kápolna belső terét helyi vörösmárványból. Az oltár készen érkezett Itáliából. Bakócz Tamás bíboros-érsek földi maradványait 1521 június 15-i halálát követően helyezték örök nyugalomra kora Magyarországának legragyogóbb reneszánsz sírkápolnájában.

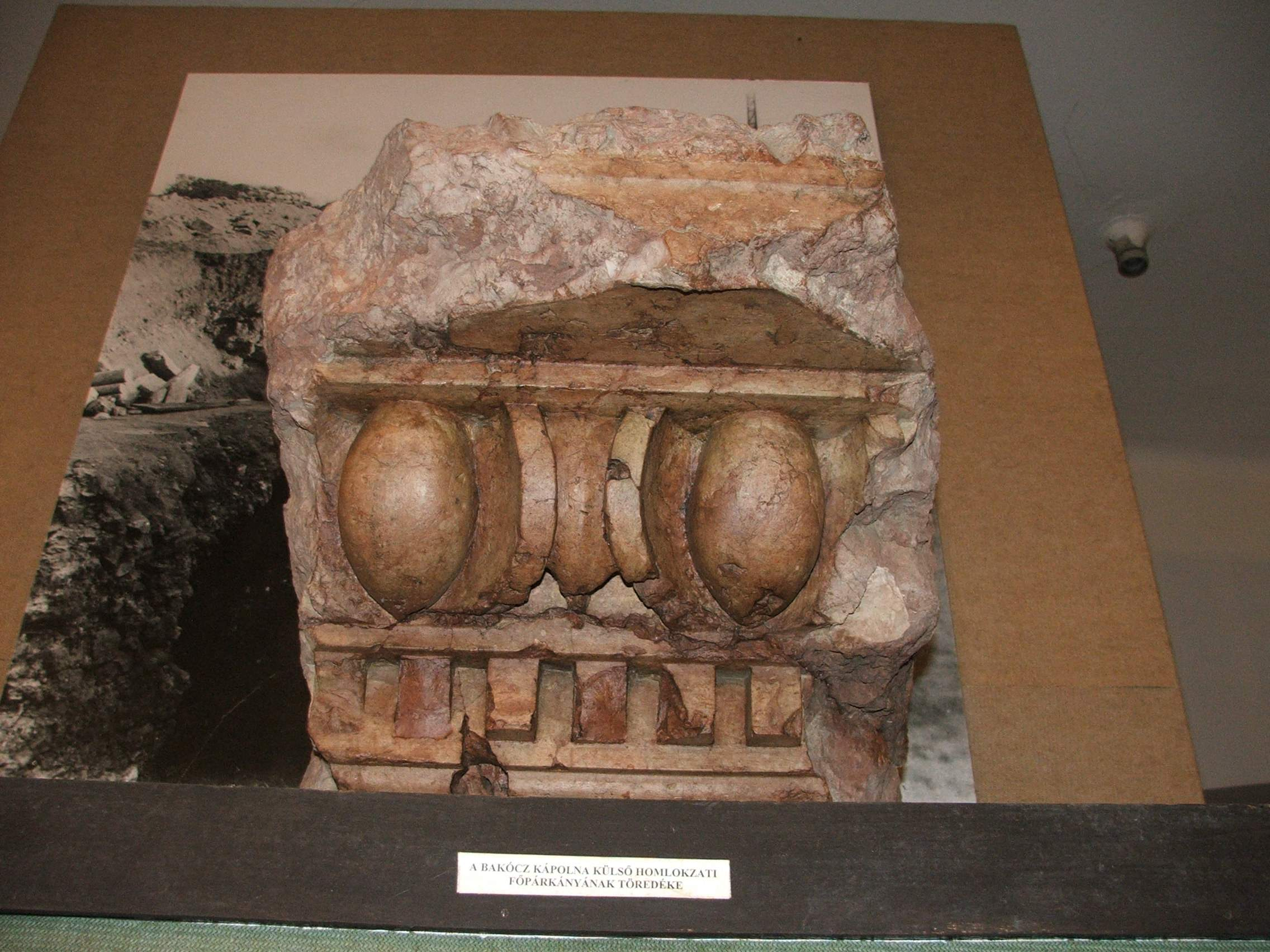
A külső homlokzat töredéke, Balassa Múzeum

A kápolna csodával határos módon túlélte a török helyi, 130 éves uralmát. A Szent Adalbert székesegyház az 1543-as ostrom során jelentősen megsérült. A hódító muzulmánok a teljesen ép kápolnában a szenteket ábrázoló szobrokat összetörték, és mecsetnek használták az épületet. A törökök 1683-as kiűzése után a kápolnában tartották a hálaadó Te Deumot. A romló állagú épületet 1686-ban Széchényi György érsek restauráltatta. A tető felől ázó, de belülről szinte teljesen ép kápolna mellől elbontották a székesegyház romjait. Az egykor a templomba nyíló falnyílást ajtóvá szűkítették, a felső világítást adó laternáját elbontották és cserépfedésű sátortetővel látták el. A viszonylagos épségben előkerült oltárt kissé átalakítva helyezték vissza az eredeti helyére.
A Bazilika sokáig húzódó újjáépítése során feltétlenül meg akarták menteni ezt a ragyogó műalkotást. 1823-ban Rudnay Sándor érsek Packh János építészt bízta meg a feladattal, hogy az eltérő tájolású, 11 méterrel mélyebbre kerülő székesegyházhoz hozzáillessze a kápolnát. Packh a vörösmárvány kápolnabelsőt 1600 darabra fűrészeltette, megszámoztatta és oldalkápolnaként beépítette az új székesegyházba. Az átépítés előzmény nélküli, különleges feladatát fél év alatt végezték el. A kápolnát 180°-kal elforgatták, és a bejáratát áthelyezték a szemközti oldalra, aminek következtében némileg sérült az eredeti művészi koncepció is. 
Ez volt az első ilyen jellegű műemlékvédelmi cselekedet Európában. Kigondolásáért és megvalósításáért feltétlen elismerés illeti Rudnay Sándor érseket és Packh János építészt.
A homlokzati faragványok egyes részei a Bazilika kriptájában láthatóak. Mára a kápolna díszkivilágítást kapott.